# George Murray (5e comte de Dunmore)
Pour les articles homonymes, voir George Murray et Murray.
George Murray (30 avril 1762 - 11 novembre 1836) est un pair écossais.

## Biographie
Il est le fils aîné de John Murray (4e comte de Dunmore) et de Lady Charlotte (née Stewart). Il est élu à la Chambre des communes pour Liskeard en 1800, poste qu'il occupe jusqu'en 1802. Il succède à son père au comté en 1809 et est créé en 1831 Baron Dunmore, de Dunmore, dans la forêt d'Athole, dans le comté de Perth, dans la pairie du Royaume-Uni, qui lui octroie automatiquement un siège à la Chambre des lords.
Il meurt à Glen Finart dans l'Argyllshire le 11 novembre 1836 .

## Famille
Lord Dunmore épouse Lady Susan, fille d’Archibald Hamilton (9e duc de Hamilton) en 1803. Leur deuxième fils, le très honorable sir Charles Murray (diplomate), est un diplomate de premier plan. Il décède en novembre 1836, à l'âge de 74 ans, et son fils aîné Alexander Murray (6e comte de Dunmore) lui succède. Lady Dunmore décède en mai 1846, à l'âge de 71 ans.